# ハンセン病の歴史

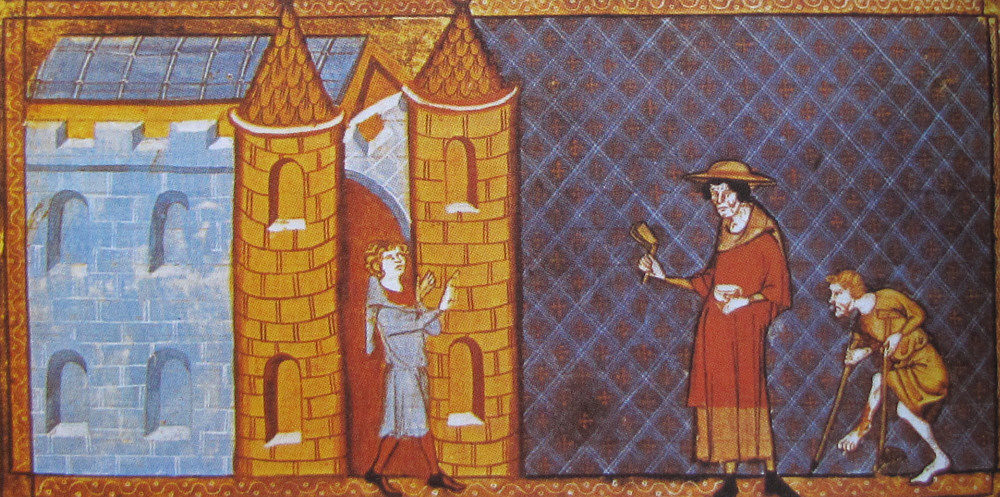
市内への立ち入りを拒否された2人のハンセン病患者（14世紀の絵画）

ハンセン病の歴史は古く、すでに紀元前2400年のエジプトの古文書に現れ、医書としては紀元前2世紀頃のインドの『チャラカ・サンヒター』や『スシュルタ・サンヒター』にその記載がある。それ以外にも、ペルシアでは紀元前6世紀に、中国では『論語』に、あるいはギリシアでは紀元後1世紀から2世紀にかけての医師の著作に、それぞれハンセン症に関する記述があり、古くから知られていた。
歴史的に「レプラ」「らい病」などと称されてきたハンセン病は、らい菌によって引き起こされる感染症である。感染力はきわめて弱く、器具や動物の介しての間接的な伝染がほとんどなく、進行も緩慢な病気で、皮膚と末梢神経が冒される。遺伝性はなく、現代では特効薬があり、薬で完治することも判明している。白い斑点が皮膚上に現れるほか、顔面が変形したり、指が欠損するといった患部の変形を引き起こす。運動麻痺や顔面神経麻痺、発汗異常、眉毛・頭髪の脱落をともなうこともあり、それゆえ、歴史上では、感染力が弱く致死性に乏しいという病気の実態以上に、人びとに恐怖感をもってとらえられ、あらゆる疾病のなかで最も、患者が誤解や偏見にもとづいて理不尽な差別にさらされてきた疾病である。
ハンセン病はまた、元来は熱帯フランベジアと同様、少人数集団に生じる慢性疾患であることから罹患者はすぐに死亡せず、感染源として生存しつづける傾向にある。ハンセン病の場合、膿汁・鼻汁・唾液などに直接接触することによってのみ感染し、潜伏期間も長く、感染しても発病するのは2〜3パーセントと低かったため、らい菌に繰り返し接触する機会の多い同一家庭内で頻発していた。そのため、かつては遺伝性の病と誤解されてきたのである。

## 起源
世界の各地域から採取されたらい菌を遺伝子解析し、相互に比較した研究によると、らい菌は東アフリカで誕生したとみられている。なお、らい菌が発見される以前は似たような症状の病気を混同することも多く、古い時代の報告例では現在のハンセン病に当たるのかはっきりしないものもあるので注意が必要である。一例として『描かれた病』（リチャード・バーネット）では写真普及以前に使用されていた医学書の精密画について「痂皮形成らい病」と「結核様らい」と書かれている症例について、「（現在の視点からでは）魚鱗癬の可能性が高い」と指摘している他、結核（皮膚結核）もハンセン病との区別が難しかったとしている。
すなわち、重い皮膚病を指して「癩」「らい病」「レプラ」と称してきた歴史があり、これらはまた、古代・中世においては、単なる感染症の名前ではなく、患者の社会的身分を指す呼称でもあった。レプラ（らい病）に関する最古の記述は、紀元前2400年のエジプトの古文書であり、医書としては紀元前2世紀頃のインドの『チャラカ・サンヒター』や『スシュルタ・サンヒター』がある。その他にも、ペルシアやギリシア、中国の『論語』にも記載があって、古くから知られた病気であった。日本のハンセン病に関する最古の記述は8世紀成立の『日本書紀』である。

## 中世ヨーロッパでの流行

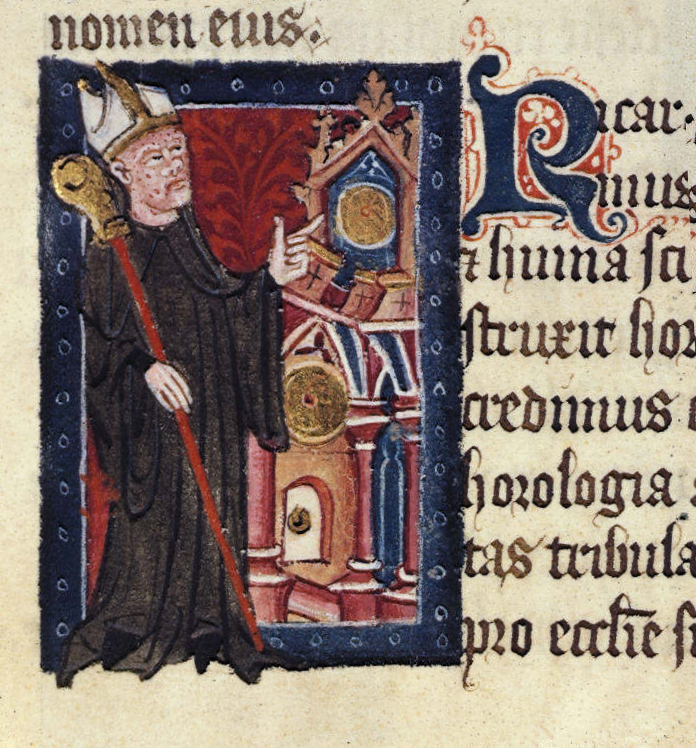
ハンセン病に冒されたウォリングフォードのリチャード

ヨーロッパには中世初期に侵入したと考えられており、300年頃からみられ、民族大移動などによって全ヨーロッパに広がったとみられる。
イエス・キリストがレプラの患者に触れて治癒させた奇跡の記述が『新約聖書』「ルカによる福音書」にあり、イエスの絶対愛のあり方を物語っている。ローマ教会は患者救済のため、「ラザロ」の寓意よりなる「ラザレット（らい院）」を設け、患者の救済・保護をはじめた。11世紀・12世紀にはハンセン病の流行が急速に拡大した。
1096年にはじまった十字軍は、パレスティナの特にエルサレム地域のハンセン病がヨーロッパに蔓延するきっかけとなった。罹患した兵士のためにエルサレムにラザレットが作られ、患者救済が行われた。英邁で知られるエルサレム王国の国王ボードゥアン4世もハンセン病患者とみられている。その後、ヨーロッパ各地にもハンセン病が蔓延してきたため、フランスやドイツなどにもラザレットが建てられた。ラザレットでは、ハンセン病を「ミゼル・ズフト」（貧しき不幸な病）と称して救済が行われたが、当時のローマ教会は『旧約聖書』にもとづき、「ツァーラアト」の措置として「死のミサ」や「模擬葬儀」など祭儀的な厳しい措置が行われることも多かった。また、外出時には自分が患者であることを分かるような服装を強制され、公衆の場に出ることは制限された。
『旧約聖書』「レビ記」の13章と14章には、患者と思しき人物を一時的に隔離して祭司が経過を観察する法があるが、これには感染していなかった場合や治癒した場合の復権の規定も含まれており、不治の病であるかのような誤解にもとづく種々の差別とは一線を画している。中世において行われていたのは公衆衛生上の隔離ではなく「風俗規制」による社会的隔離のための患者隔離政策であった。具体的には「現社会からの追放」「市民権・相続権の剥奪」「結婚の禁止、家族との分離、離婚の許可」「就業禁止、退職の促進」「立ち入り禁止などの行動規制」などであった。一方で兵役、納税、裁判出頭の義務は免除されていたが、それは公民としての存在が否定されていたことを意味する。そのため、ハンセン病患者に対する偏見・差別が拡大した。社会的隔離政策の勅令としてはフランク王国のカール大帝によるものが有名で、その後出現した法治国家でも「患者隔離法」や「患者取締令」によりらい院に強制収容された。
十字軍遠征により、ヨーロッパには多数の天然痘患者とハンセン病患者がもたらされたと考えられている。西欧では13世紀をピークとして流行し、各地にハンセン病の隔離施設ができた。この時代、全ヨーロッパで1万9000か所ものハンセン療養所（レプロサリウム）が建設されたといわれる。
ハンセン病患者は、健常者に対し、自分に近づかないよう知らせるためのフラヴェルというカスタネットを携帯することとなっていた。一方、中世ヨーロッパに暮らす人びとは、同胞の苦しみを敬意と共感をもって見つめること、病人に対する嫌悪感や不快感を乗り越えて兄弟に対するような慈愛を示すことを教えられ、そのように行動することを求められてもいた。13世紀のフランス王ルイ9世は、ロワイヨーモン修道院をたずねるたびに、病毒のために顔がくずれ、人びとの恐怖感の対象であったレプラの患者の食事の給仕をみずから行うことを自身に課しており、また、フラヴェルを鳴らして自分から遠ざかるよう警告した患者に対し、水たまりがあるにもかかわらず彼に近づき、その手に接吻したという逸話がのこっている。アッシジのフランチェスコについても、同様の話は多数のこっている。
13世紀には『新約聖書』に範をとった「救らい事業」が行われた。ローマ教会に対抗し、聖者フランチェスコの献身的な救済活動により、1209年に組織されたフランシスコ会はアッシジに「らい村」を建設した。そこでは、一つの共同自治社会が形成され、「死のミサ」や「仮装埋葬」などの儀式もなく、また外出も自由にできた。新約聖書の「マタイ伝」16章に出ているイエス・キリストの教えと行動に則った病者への「労わり」に基づく救済活動であった。また、キリストによるハンセン病患者の治療は奇跡として扱われ、ハンガリーの聖女エリーザベトによる救済などや、十字軍時代のパレスチナに設置されたらい院でのラザロ看護騎士団の患者救済にも影響を及ぼした。フランシスコ会の人びとは日本の安土桃山時代にも渡来し、日本のハンセン病患者の救済も行われた。
14世紀頃になるとヨーロッパではハンセン病患者は次第に減少した。1348年の黒死病（ペスト）の大流行でラザレットの収容者が一掃されることもあり、ヨーロッパ各地のらい院は次々に閉鎖された。一方、14世紀には弱者迫害の傾向が強まり、不寛容の時代が到来したとする指摘がある。黒死病の蔓延は、ユダヤ人をスケープゴートとする迫害事件をヨーロッパじゅうに引き起こしたが、そのなかでユダヤ人とハンセン病患者とは結託しているという噂も流れた。ハンセン病患者はパンを利用して泉水を汚染する毒をつくったとされ、「羊飼いの十字軍」と称する一団が施療院を襲撃した際、腐敗したパンの詰まった樽を見つけたとまことしやかに記録されている。南仏では何か所かのコミュニティにおいて、フランス王に対し、ハンセン病患者隔離の請願もなされたのであった。

## 日本史上のハンセン病
ハンセン病は日本でも古くから知られ、奈良時代、光明皇后が医療施設である「施薬院」「悲田院」を皇后宮職として設置したほか、らい病患者の膿を吸い取り、臭気ただよう患者の背中の垢を擦った伝説が史書にのこっている。考古資料としては、中世鎌倉遺跡である由比ヶ浜南遺跡の発掘調査で、ハンセン病による変病骨が発見されている。
日本では、古代・中世にはこの病気は仏罰・神罰の現れたる穢れと考えられており、発症した者は非人身分に編入されるという不文律があり、一般の人びとのみならず、肉親さらに官僧からも忌避される存在であった。これにより、都市では重病者が各地の悲田院や奈良の北山十八間戸、鎌倉の極楽寺などの施設に収容され、衣食住が供された。北山十八間戸や極楽寺は、「非人救済」に尽力した忍性を中心とする律僧教団（指導者は叡尊）によって開かれた施設である。
戦国武将大谷吉継はハンセン病患者であったことが知られ、面体を白い頭巾で隠して戦場に臨んだことはよく知られる。また、茶会での自らに対する石田三成の振る舞いに吉継が感激し、関ヶ原の戦いでは三成に味方をする決意をしたとされるエピソードも著名である。江戸時代には、発症すると、家族が患者を四国八十八ヶ所や熊本の加藤清正公祠などの霊場へ巡礼に旅立たせることが多かった。このため、これらの地に患者が多く物乞をして定住することになった。なお、江戸時代後期の遺跡とみられる青森県畑内遺跡第26号土坑墓から出土した古病理学的にハンセン病と診断される人骨の上顎から、らい菌のDNAが検出された。この人骨は東北大学総合学術博物館に所蔵されている。
幕末以降に日本に訪れた欧米人は、欧米とくらべ当時の日本では桁違いにハンセン病患者の数が多いことに強い印象を受け、明治維新以降、キリスト教主義による救いの手をさしのべた。日本人仏教者の綱脇龍妙も身延深敬園を設立して、らい病患者の救済に乗り出した。政府も、らい病患者の寺社周辺などへの集住状態を解消すべく療養所への隔離政策が行ったが、そのなかで「救らい」の名目で近世までとは異なった形での患者の迫害も生じた（詳細後述）。

## 世界への拡大
16世紀にはヨーロッパやアフリカからアメリカ大陸にハンセン病がもたらされた。そして18世紀には北米、19世紀後半には太平洋諸国に広がった。
19世紀にハワイで激しい流行がみられた。政府は棄民政策をとり、モロカイ島に患者を隔離・定住させた。1873年にハワイで布教をしていたダミアン神父がモロカイ島に定住し奉仕を開始した。
1850年から1920年にかけて、ノルウェーにハンセン病が流行した。戦争による飢饉が引き金となり、人口の多い地方より漁村や農村で流行した。1885年に世界で初めて衛生立法に基づく強制隔離政策が行われた。これは、1897年にドイツで開かれた第1回国際らい会議で発表され、強制隔離政策が評価された。ただし、患者全員を国立病院に隔離する前に流行は終結した。
1920年代にナウル島と1980年代にカピンガマランギ島で3割の住民に感染発病を示すほどの流行がみられた。この様なハワイと同様な激烈な流行については、感染症に対する処女地では弱い感染症進入でも流行が発生するという考えがあり、外的物質に対する免疫能がない（自然免疫能）とも考えられるが、しかし十分な説明はなされていない。

## 近代のハンセン病政策の動向
1897年、ドイツで開かれた第1回国際らい会議でノルウェーの事例が発表され強制隔離政策が推奨された。ただし、日本の隔離政策とは異なり警察による取締りではなく、医師の判断に基づいた強制隔離であった。1909年にノルウェーで第2回国際らい学会が開催され、強制隔離政策による対策の重要性が再確認されるとともに、早期にハンセン病患者から子供を引き離すことが推奨された。
1907年、フィリピン（米国統治下）では、元来、強制隔離政策を行っていたが、大風子油（当時の治療薬）による施設治療を行い、菌が陰性化した患者は社会復帰させるという開放制度に転換した（パロールシステム）。患者の意志ではなく、多くの伝染病患者に対し施設収容・治療の効率化することが目的であったが、この開放制度は世界で初めての試みで画期的な政策であった。この政策は、1923年にストラスブルクで開かれた第3回国際らい学会によって発表されたが、退所後の再発は非常に高いことなどが明らかになり、開放制度や大風子油治療の効果については否定された。一方で小児に伝染しやすいことから「産児は母から引き離すこと」「らい患者は伝染させる職業にはつくべきでない」などの公衆衛生的に必要な隔離ための方法が決議された。
1931年、国際連盟は「らい公衆衛生の原理」と題する著作を発刊し、ハンセン病の早期患者に対しては施設隔離を行わず、外来診療所で大風子油による治療を行うのが望ましいとされ、政策として初めて「治療対策」「脱施設隔離」が打ち出された。ただしその一方で重症の伝染性の強い患者は施設に強制的に隔離する重要性も再確認されている。1938年にカイロで開催された第4回国際らい学会では、その影響を受けて疫病地の大風子油による施設治療政策は認められた。
1941年にはアメリカのファジェットにより新薬であるプロミンが使用され、これにより大風子油からプロミンと治療方法が変化しハンセン病は治る病気となった。その後は、隔離政策は徐々に衰退し外来診療が重視されていくことになる。
各国の状況
日本では「らい予防法」が1907年に制定され、患者は人権をほとんど認められず、強制隔離、不妊手術の強要が実施された。世界的な動向と逆行するかのように、1931年には強制隔離政策（感染の拡大を防ぐため全患者を療養所に強制的に入所させる政策）が本格化したのであった。1996年、ようやく「らい予防法」が廃止された。2002年、小泉純一郎首相が公式に謝罪し、治療法確立後も強制隔離をつづけた国の責任を認めて元患者との和解がようやく成立したが、今もなお病気に対する正確な知識の欠如から、後遺症に対する差別に苦しむ人が多い。
1942年頃のアメリカでは、テキサス・ルイジアナ・フロリダの州法において、医師の診断を条件にカーヴィルの療養所へのハンセン病患者の収容が行われた。この療養所は1894年に開所され、1942年当時アメリカ本土に2500人存在したハンセン病患者のうち1371名が入所していた。